# سلسلة إندي كار 2011
سلسلة إندي كار 2011 (بالإنجليزية: 2011 IndyCar Series)‏ هو موسم من سلسلة إندي كار. أقيم خلال الفترة 17 مارس 2011 وحتى 16 أكتوبر 2011، وشارك فيه  49 فريقاً، وفاز فيه داريو فرانشيتي.